# كيت نايس
كيت نايس (بالنرويجية: Kate Næss)‏ (1938، أوسلو في النرويج - 1987)؛ كاتِبة، مترجمة وشاعرة نرويجية.